# Ílio

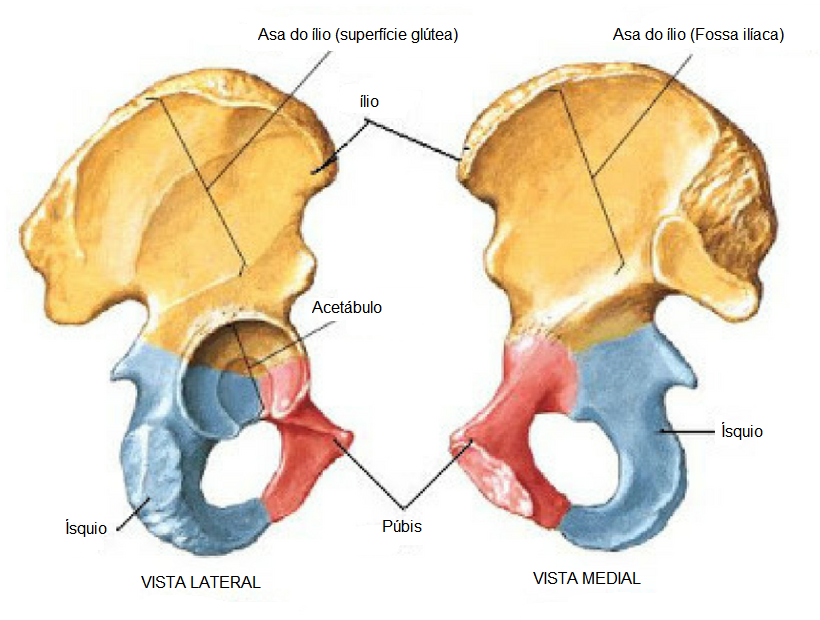

O ílio é a parte superior, aplanada do osso coxal. Na face externa, o corpo do ílio forma a parte superior do acetábulo. A linha ilíaca, apresenta uma curva que segue o contorno da asa entre as espinhas ilíacas anterior superior e posterior inferior. A porção anterior côncava da asa forma a fossa ilíaca. Posteriormente, a face sacropelviana do ílio apresenta uma face articular e uma tuberosidade ilíaca, para as articulações sinoviais e sindesmótica com o sacro, respectivamente.

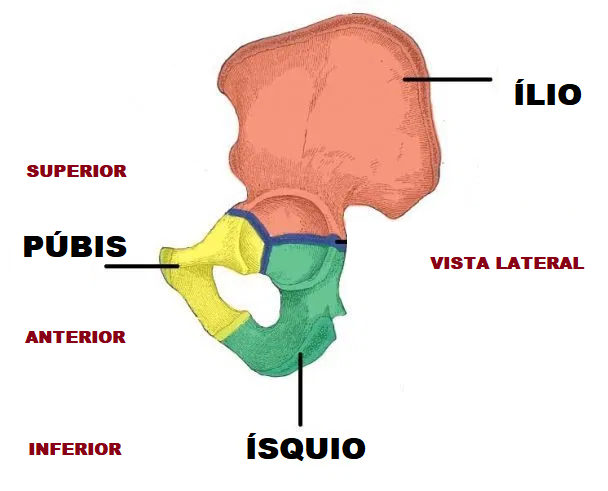

## Acidentes Ósseos
- Asa ilíaca – Superfície glútea e Fossa ilíaca;
- Face glútea da asa do ílio;
- Linhas glúteas posterior, anterior e inferior;
- Crista ilíaca;
- Espinhas ilíacas anterossuperior e anteroinferior;
- Espinhas ilíacas póstero-superior e póstero-inferior;
- Tuberosidade ilíaca;
- Corpo do ílio;
- Linha arqueada;
- Face auricular.

## Etimologia
São três palavras semelhantes, com acepções distintas. Íleo tem um duplo significado em português; tanto se refere ao segmento distal do intestino delgado, como à síndrome de oclusão intestinal. Trata-se de uma forma convergente, resultante da tradução vernácula de duas palavras latinas: ileum e ileus, enquanto ílio procede de outra palavra latina, ilium. Tanto ileum como ileus, em latim, provêm do grego eileos, do verbo eiléo, na acepção de enrolar, torcer, dar voltas
Alguns autores sugerem que o nome de ilium foi dado ao osso por estar o mesmo em contato e, de certo modo, protegendo o íleo. Esta explicação não condiz com o fato histórico de que a denominação de ilium, dada ao osso, teria sido anterior à denominação de ileum, atribuída ao intestino.
O ideal seria usar íleo somente como termo anatômico para designar a parte distal do intestino delgado e ileus para a síndrome de oclusão intestinal, evitando-se a homonímia, que é sempre inconveniente em terminologia científica. A terminação latina em us não é estranha ao nosso idioma, pois já temos em português exemplos de várias palavras que conservaraam esta terminação em sua passagem para o vernáculo, tais como íctus, ônibus, ônus, lúpus, vírus etc.